# Bessie Thomashefsky

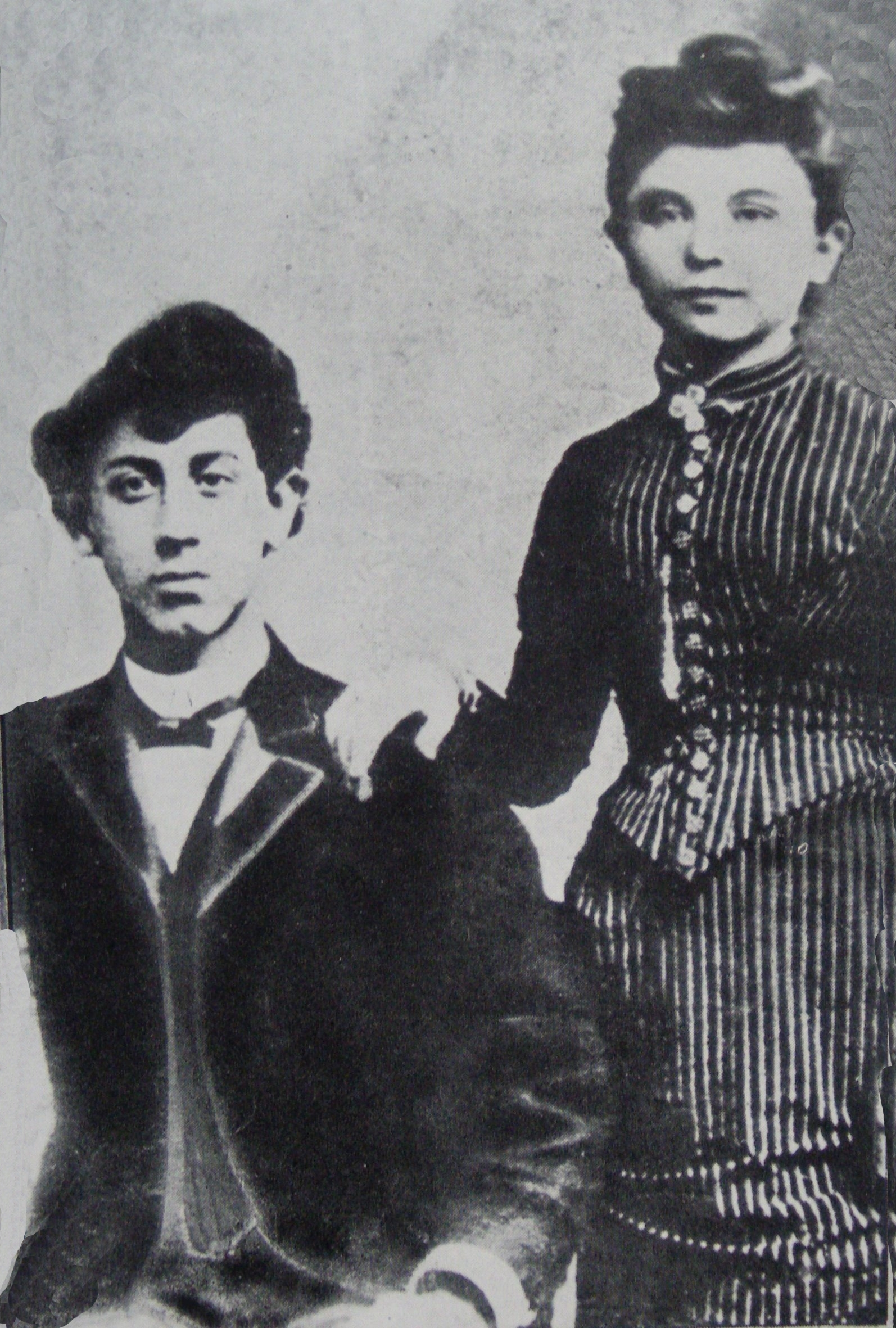
Boris y Bessie Thomashevsky, en su foto de compromiso

Bessie Thomashefsky (1873 – 6 de julio de 1962) fue una cantante, actriz y comediante estadounidense nacida en Ucrania, quién era una estrella del teatro yiddish durante la década de 1890, Fue la esposa de Boris Thomashefsky, uno de los actores del teatro yiddish más populares de la época. El papel más famoso de Bessie fue ser la protagonista de la obra Salomé de Oscar Wilde en 1908. 

## Biografía
Nacida como Briche Baumfeld-Kaufman en 1873 en Tarashcha. Su familia emigró a Estados Unidos en 1879 y se establecieron a Baltimore en 1883. Bessie asistió a la escuela hasta los 12 años y trabajo en una tienda de calcetines y maquillaje.
En 1887, Bessie, de 14 años, conoció a su futuro esposo cuando fue a un backstage de una producción de  Aliles Dam ("Blood Libel") en Baltimore, por una compañía de giras yidis para conocer al hermoso joven "actor" que había visto en un escenario, descubrió que era Boris Thomashefsky, quién tenía 19 años, en ese momento, Boris trabajaba como gerente de esa compañía. En 1888, Bessie se escapó de su casa para unirse con Thomashefsky, a Thomashefsky se le dio un papel de chica ingenua en la producción de Abraham Goldfaden Shulamith, donde se realizó en el Boston Music Hall. Desde ese momento, a Boris se le dio papeles de personajes masculinos románticos.
En 1889, cuando tenía 16 años, Bessie tuvo una hija, Esther, dos años después, se casó con Boris. Esther murió a los 6 años de difteria. La pareja también tuvo 3 hijos. Su primer hijo, Harry, empezó a actuar a los 13 años en The Pintele Yid (A Little Spark of Jewishness, 1909), luego se convirtió en director del Proyecto de Teatro Yiddish del Teatro Federal y dirigió algunas películas de su padre, incluyendo The Jewish King Lear (1934) y The Bar Mitzvah Boy (1935). Su segundo hijo, Mickey, seguía las costumbres románticas de su padre y se enamóro de dos mujeres, lo que condujo un dramático intento de asesinato/suicidio en 1931, lo que recordó su notorio romance con su tía Emma Thomashefsky Finkel en 1904. Tanto Mickey como su tía Emma quedaron paralizados por los intentos de asesinatos de sus compañeros celosos y ambos murieron por las complicaciones relacionadas por sus heridas; Emma en 1929, y Mickey en 1936. Su tercer hijo, Theodore, cambió su nombre a Ted Thomas y se convirtió en Regidor de espectáculo. Uno de sus hijos es el director de orquesta Michael Tilson Thomas. 
La actuación de Bessie llevó a Bessie a trabajar en exceso y a que Boris tomara el dinero de Bessie. Bessie quería un informe del dinero, pero no pudo encontrarlo. Boris Thomashefsky comenzó y mantuvo una relación con la actriz Regina Zuckerberg (1888-1964). Regina comenzó su carrera artística en el Teatro Judío de Lemberg, Galicia (Imperio Austro-Húngaro, ahora Leópolis, Ucrania) y en septiembre de 1911 emigró a los Estados Unidos con su esposo, el actor Sigmund Zuckerberg. Fue la actriz principal en varios teatros de Boris Thomashefsky y fue miembro de la Unión de Actores Hebreos, que fue la unión de actores judíos en los Estados Unidos. Regina se inspiró en Bessie en vestimenta, idioma, estilo y actuación, excepto que tenía 15 años menos. El romance de Boris con Regina y la mala gestión financiera llevaron a Boris y Bessie a separarse en 1911.
Tanto Boris como Bessie tuvieron carreras exitosas pero separadas. Bessie fundó su propia compañía de teatro. Se hizo cargo de la dirección del People's Theatre en 1915 y al año siguiente el teatro pasó a llamarse Bessie Thomashefsky’s People’s Theater. Bessie se centró en los problemas sociales serios, como la afectación a las mujeres, el sufragio y el control de la natalidad. Como lo dice en su memoria, Mayn lebens geshikhte (My life’s history: The joys and tribulations of a Yiddish star actress), su memoria se publicó en 1915.
Regina se casó con Boris durante la década de 1910. Boris se declaró en quiebra en 1915. En la década de 1930, Boris estaba pobre y murió en 1939. Bessie nunca se había divorciado de Boris.

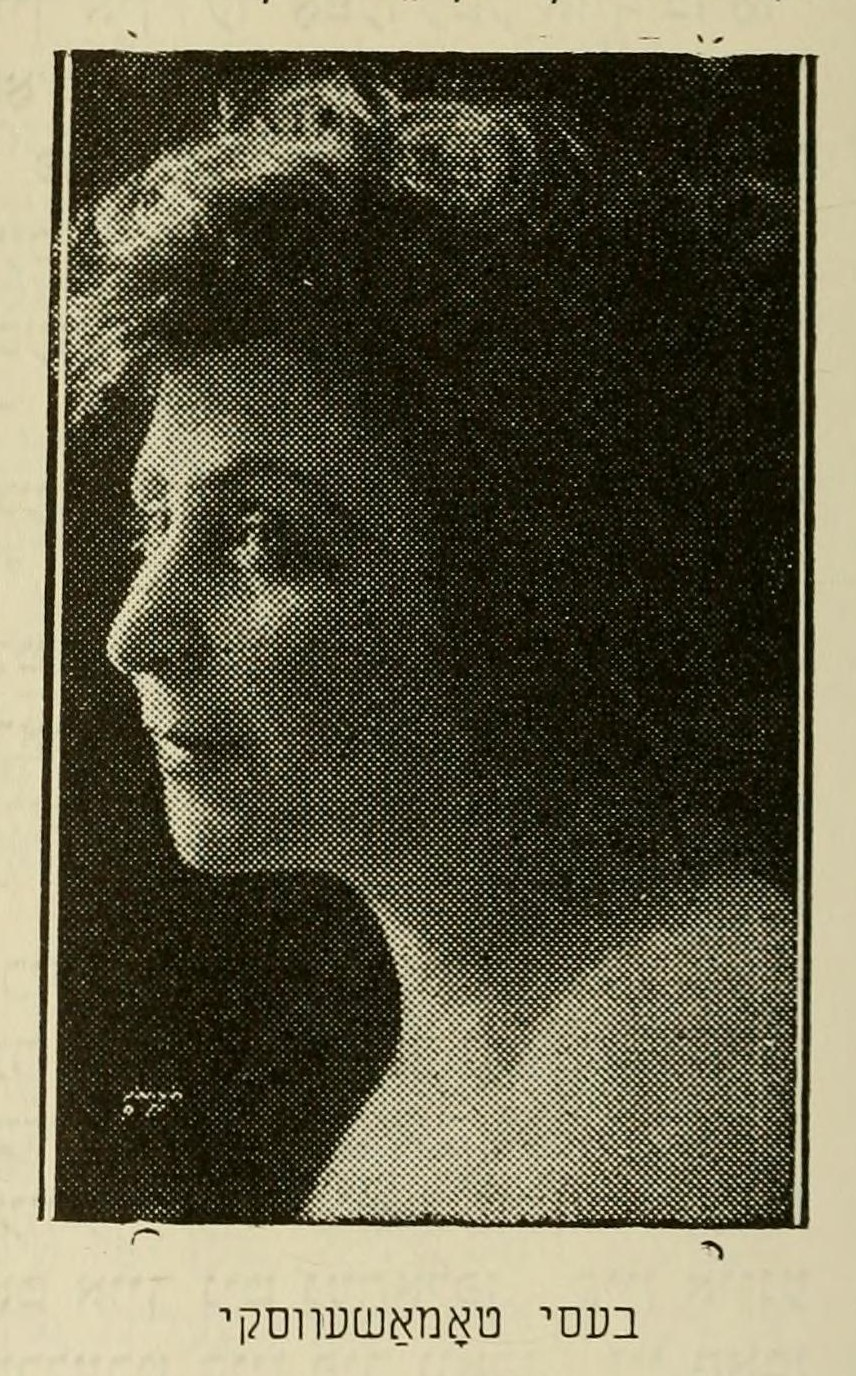
Bessie Thomashefsky

## Muerte y legado
Después de la muerte de Boris, Bessie se mudó juntó con su hijo Harry en California. Bessie vivió en California hasta su muerte en 1962, a los 89 años, fue enterrada junto con su esposo en el Cementerio Mount Hebron, Nueva York. Su hijo, Ted Thomas, murió en 1992, a los 88 años. mientras que Harry murió en Los Ángeles en 1993, a los 97 años.
En 2011, Michael Tilson Thomas presentó un concierto en el teatro en la que celebraba en honor a sus abuelos y a la música del teatro yiddish estadounidense, donde se emitió en la serie Great Performances. Bessie Thomashefsky fue interpretara por Judy Blazer.